# ProLiant
ProLiant ist eine Serverfamilie von Hewlett Packard Enterprise. Die Produkte waren 2010 mit 32,5 % (vor IBM mit 27 %) im x86-Servermarkt führend.

## Produktlinien

### Modular Line (ML)
Server dieser Produktlinie sind turmbasiert.

### Density Line (DL)
Server dieser Produktlinie sind rackbasiert.

#### Verfügbarkeit einzelner Modelle über alle Produktgenerationen hinweg
| Modell | Produktgeneration | Produktgeneration | Produktgeneration | Produktgeneration | Produktgeneration | Produktgeneration | Produktgeneration | Produktgeneration | Produktgeneration |    |     |
| ------ | ----------------- | ----------------- | ----------------- | ----------------- | ----------------- | ----------------- | ----------------- | ----------------- | ----------------- | -- | --- |
|        | 1                 | 2                 | 3                 | 4                 | 5                 | 6                 | 7                 | 8                 | 9                 | 10 | 10+ |
| DL20   |                   |                   |                   |                   |                   |                   |                   |                   | x                 | x  |     |
| DL60   |                   |                   |                   |                   |                   |                   |                   |                   | x                 |    |     |
| DL80   |                   |                   |                   |                   |                   |                   |                   |                   | x                 |    |     |
| DL100  |                   | x                 |                   |                   |                   |                   |                   |                   | x                 |    |     |
| DL120  |                   |                   |                   |                   | x                 | x                 | x                 |                   | x                 |    |     |
| DL140  | x                 | x                 | x                 |                   |                   |                   |                   |                   |                   |    |     |
| DL145  | x                 | x                 | x                 |                   |                   |                   |                   |                   |                   |    |     |
| DL160  |                   |                   |                   |                   | x                 | x                 |                   | x                 | x                 | x  |     |
| DL165  |                   |                   |                   |                   | x                 | x                 |                   | x                 |                   |    |     |
| DL180  | x                 |                   |                   |                   | x                 | x                 |                   |                   | x                 | x  |     |
| DL185  |                   |                   |                   |                   | x                 |                   |                   |                   |                   |    |     |
| DL320  | x                 | x                 | x                 | x                 | x                 | x                 |                   | x                 |                   |    |     |
| DL325  |                   |                   |                   |                   |                   |                   |                   |                   |                   | x  | x   |
| DL360  | x                 | x                 | x                 | x                 | x                 | x                 | x                 | x                 | x                 | x  |     |
| DL365  |                   |                   |                   |                   | x                 |                   |                   |                   |                   |    |     |
| DL370  |                   |                   |                   |                   |                   | x                 |                   |                   |                   |    |     |
| DL380  | x                 | x                 | x                 | x                 | x                 | x                 | x                 | x                 | x                 | x  | x   |
| DL385  | x                 | x                 |                   |                   | x                 | x                 | x                 | x                 |                   | x  | x   |
| DL560  | x                 |                   |                   |                   |                   |                   |                   | x                 | x                 | x  |     |
| DL580  | x                 | x                 | x                 | x                 | x                 |                   | x                 | x                 | x                 | x  |     |
| DL585  | x                 | x                 |                   |                   | x                 | x                 | x                 |                   |                   |    |     |
| DL740  | x                 |                   |                   |                   |                   |                   |                   |                   |                   |    |     |
| DL760  | x                 | x                 |                   |                   |                   |                   |                   |                   |                   |    |     |
| DL785  |                   |                   |                   |                   | x                 | x                 |                   |                   |                   |    |     |
| DL900  |                   |                   |                   |                   |                   |                   |                   |                   | x                 |    |     |
| DL980  |                   |                   |                   |                   |                   |                   | x                 |                   |                   |    |     |
| DL1000 | x                 |                   |                   |                   |                   | x                 |                   |                   |                   |    |     |
| DL2000 |                   |                   |                   |                   |                   |                   |                   |                   | x                 |    |     |

### Scalable Line (SL)
Server dieser Produktlinie sind rackbasiert und werden hauptsächlich in Rechenzentren und Umgebungen eingesetzt, in denen ein Maximum an Rechenleistung zu erzielen ist.

### Blade Line (BL)
Server dieser Produktlinie sind rackbasiert. Sie sind speziell für den Betrieb in einem Blade-Enclosure ausgelegt und daher nur in einem solchen verwendbar. Blade-Systeme eignen sich durch ihre kompakte Bauweise für den Einsatz in Umgebungen, in denen viel Servertechnik auf geringem Raum notwendig ist.

## Geschichte und Technik

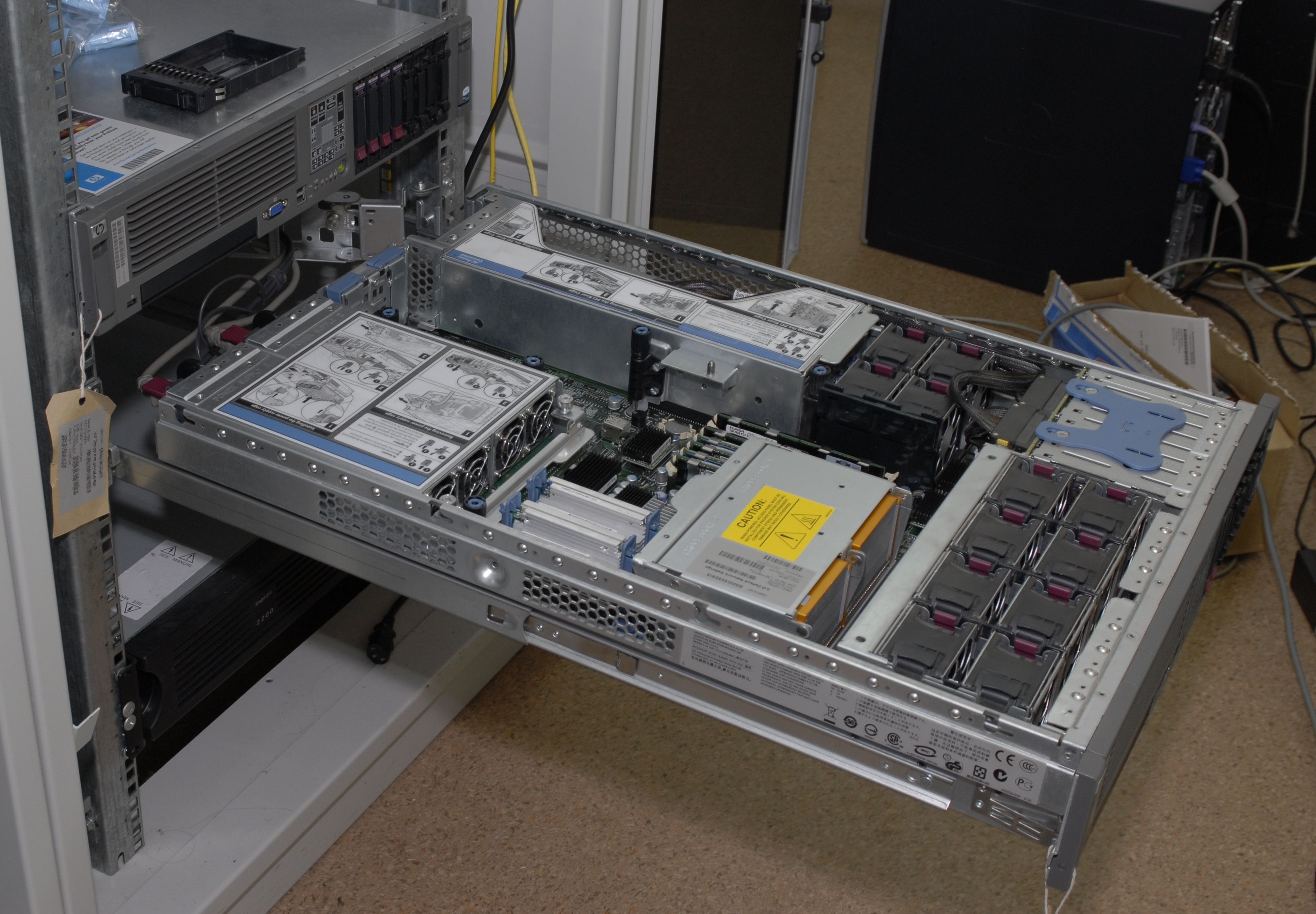
HP ProLiant DL380 Generation 5

Die Server wurden einst von Compaq entwickelt. Nachdem die Unternehmung zu HP kam, benutzte HP seine bisherige Netserver-Marke nicht mehr.
Die vier Produktlinien werden nach Serien unterschieden, womit die Prozessorkonfiguration ersichtlich wird. Hier existieren die Serien 100, 200, 300, 400 für Single- und Dual-Sockel Systeme. Die Serien 500, 600 umfassen Vier-Sockel Systeme und die Serien 700 und 900 Acht-Sockel Systeme, wobei die 900-er Serie bis zu 80 CPU-cores und bis zu 4 TB RAM unterstützen. Modelle mit 0 am Ende der Bezeichnung nutzen Intel-Prozessoren, Modelle mit 5 am Ende AMD-Prozessoren.
HP kündigte im Februar 2012 die 8. Generation der ProLiant-Server an. Im April 2013 wurde das Moonshot-System der Öffentlichkeit vorgestellt. Die 9. Generation der ProLiant-Server folgte im August 2014 basierend auf einem Intel Haswell-Chipsatz und DDR4-Speicher. Im September 2017 wurde die 10. Generation vorgestellt.